# Österreichische Militärdiözese

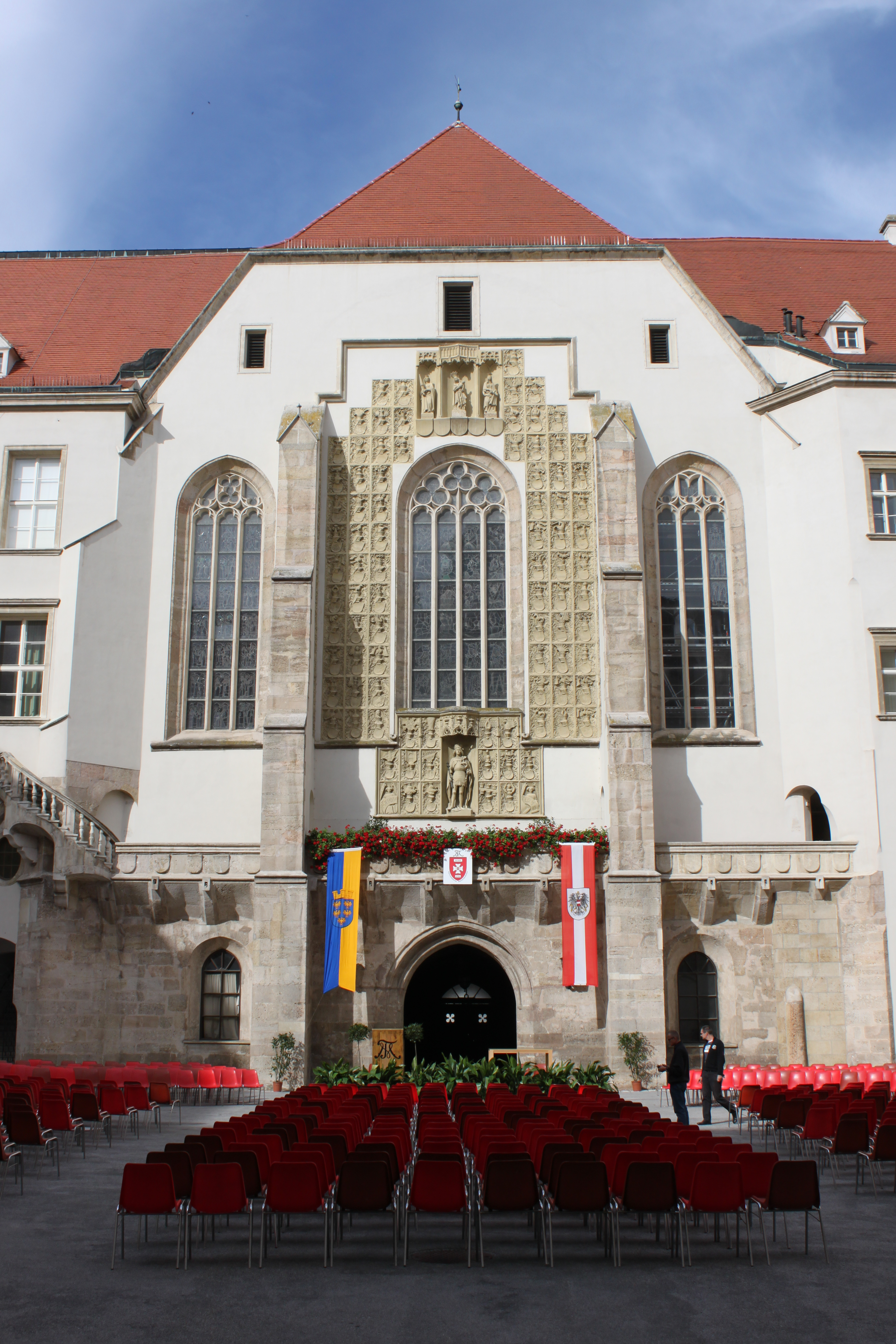
St.-Georgs-Kathedrale Wiener Neustadt

Das römisch-katholische Militärordinariat Österreich (MilOrd, umgangssprachlich verbreitet Militärdiözese) betreut als Militärordinariat der Republik Österreich rund 98.000 Katholiken im Umfeld des österreichischen Bundesheeres. Seit Juni 2015 wird es von Werner Freistetter geleitet.

## Geschichte
Die Militärseelsorge ist unter den kategorialen Seelsorgesparten die Älteste der Welt, ihre Geschichte geht bis ins 16. Jahrhundert zurück. Neu geregelt wurde die Katholische Militärseelsorge durch die Apostolische Konstitution „Spirituali militum curae“ vom 21. April 1986. Daraus erfolgte die rechtliche Angleichung der Militärseelsorge an die Diözesen unter Beachtung des Konkordates zwischen dem Hl. Stuhl und der Republik Österreich.

## Gliederung
Der Militärbischof ist einem Diözesanbischof gleichgestellt und gehört der Österreichischen Bischofskonferenz an. Als unmittelbare Instrumente für seine Leitungsaufgabe stehen ihm das Militärgeneralvikariat (oberste Dienststelle der Militärseelsorge im Bundesheer) und das Sekretariat des Militärbischofs zur Verfügung. Seine Jurisdiktion ist mit jener des territorial zuständigen Diözesanbischofs kumulativ. Der Jurisdiktionsbereich des Militärbischofs erstreckt sich entsprechend der Apostolischen Konstitution Spirituali Curae Militum und den am 30. März 1989 erlassenen Statuten des Militärgeneralvikariates der Republik Österreich auf alle Angehörigen des Bundesheeres und der Heeresverwaltung sowie deren Familienangehörige und auf Präsenzdiener während ihres Wehrdienstes. Die Bischofskirche ist die St.-Georgs-Kathedrale in der Wiener Neustädter Burg (Theresianische Militärakademie). 1989 wurde das Titularbistum Wiener Neustadt eingerichtet und Bischof Alfred Kostelecky 1990 und Bischof Christian Werner 1997 zum Titularbischof ernannt. 2015 wurde Bischof Werner Freistetter von Papst Franziskus zum Militärordinarius ernannt. Christian Werner bleibt als emeritierter Militärbischof Titularbischof von Wiener Neustadt.
Das Militärgeneralvikariat ist die oberste geistliche Behörde des Militärbischofs. Zu seinen Aufgaben zählt die Umsetzung der Weisungen des Militärbischofs an die Militärseelsorger in Österreich, Personalangelegenheiten, die zentrale Matrikenführung über die Angehörigen des Bundesheeres, der Heeresverwaltung sowie deren Familienangehörigen und aller präsenzdienstleistenden Wehrpflichtigen und Frauen im Ausbildungsdienst. Die Leitung obliegt dem Militärgeneralvikar.
Die Militärpfarren sind nach territorialen Prinzipien eingerichtet. Der Militärpfarrer ist der Leiter der ihm übertragenen Militärpfarre. Er führt Gottesdienste und kirchliche Amtshandlungen durch. Er ist Berater des Kommandanten sowie anderer Bedarfsträger in der Wahrnehmung ihrer Fürsorgepflicht sowie in Fragen der Militärseelsorge und Pastoralpsychologie. Er ist weiters Begleiter in persönlichen Not- und Krisensituationen Einzelner und übt eine Lehrtätigkeit in berufsethischen Belangen aus.
- Militärpfarre Auslandseinsatzbasis
- Militärpfarre Heeresunteroffiziersakademie
- Militärpfarre Landesverteidigungsakademie und Theresianische Militärakademie
- Militärpfarre Direktion 1 Steiermark
- Militärpfarre Kommando Streitkräfte Salzburg
- Militärpfarre Burgenland
- Militärpfarre Kärnten
- Militärpfarre Niederösterreich 1
- Militärpfarre Niederösterreich 2
- Militärpfarre Niederösterreich 3
- Militärpfarre Niederösterreich 4
- Militärpfarre Oberösterreich
- Militärpfarre Salzburg
- Militärpfarre Steiermark
- Militärpfarre Tirol
- Militärpfarre Vorarlberg
- Militärpfarre Wien

Die im Auslandseinsatz befindlichen Soldaten werden nach Möglichkeit von österreichischen Militärseelsorgern betreut. Zurzeit sind drei Auslandspfarren institutionalisiert.
- Militärpfarre beim Austrian Contingent EU-Force in Bosnien und Herzegowina
- Militärpfarre beim Austrian Contingent Force im Kosovo
- Militärpfarre beim Austrian Contingent Force im Libanon

Weitere Einrichtungen
Das Institut für Religion und Frieden ist eine Einrichtung des Militärordinariats der Republik Österreich. Es wurde 1997 von Militärbischof Christian Werner gegründet, um eine wissenschaftliche Auseinandersetzung mit den aktuellen sicherheitspolitischen Veränderungen im Licht der kirchlichen Soziallehre zu fördern.